# UNAMIC
De United Nations Advance Mission in Cambodia (UNAMIC), of Voorbereidende VN-missie in Cambodja in het Nederlands, was een vredesoperatie in Cambodja. Nederlandse deelnemers, van het Korps Mariniers, kwamen in aanmerking voor de Herinneringsmedaille VN-Vredesoperaties. De secretaris-generaal van de Verenigde Naties kende de deelnemende militairen en politieagenten de UNAMIC Medaille toe.